# Grounds Creek
Grounds Creek, também conhecido como Grounder Creek, é um riacho que passa pelos condados de Bollinger e Madison no estado de Missouri, nos Estados Unidos. É um afluente do rio Castor.
A nascente começa no condado de Bollinger, ao sul da Missouri Route 72, e flui para o sudoeste, entrando no Condado de Madison para conectar-se com o Rio Castor depois de passar pela Missouri Route V cerca de 56 quilômetros ao norte de Marquand. Grounds Creek tem o nome de uma família de antigos colonizadores da região.